# Olavius rottnestensis
Olavius rottnestensis är en ringmaskart som beskrevs av Erséus 1993. Olavius rottnestensis ingår i släktet Olavius och familjen glattmaskar. Inga underarter finns listade i Catalogue of Life.